# Outgames
Die World Outgames ist ein Sport- und Kulturfestival von und für Lesben, Schwule, Bisexuelle und Transpersonen, welches erstmals vom 29. Juli bis zum 5. August 2006 im kanadischen Montréal stattfand. 

## Konzept
Den Outgames geht eine Menschenrechtskonferenz voran. Dadurch soll ein Zusammenwirken von Sport, Kultur und Menschenrechtsarbeit erreicht werden. An der ersten derartigen Konferenz nahmen EU-Kommissar Vladimír Špidla, die Menschenrechtsbeauftragte der Vereinten Nationen Louise Arbour, Abgeordnete, darunter Volker Beck aus Deutschland und Ulrike Lunacek aus Österreich sowie Richter der Obersten Gerichtshöfe zahlreicher Nationen teil.
Die Outgames sind offen für Teilnehmer jeglicher sexueller Orientierung, die Teilnahme erfordert keine Qualifikation. Sie vernetzen Athleten und Artisten aus aller Welt, darunter auch jene Sportler und Künstler, in deren Herkunftsländern Homosexualität verboten oder verborgen ist.
Die World Outgames sind weder mit den AsiaPacific Outgames (2008: Melbourne, 2011: Wellington) noch mit den Gay Games zu verwechseln. 

## 1. World Outgames

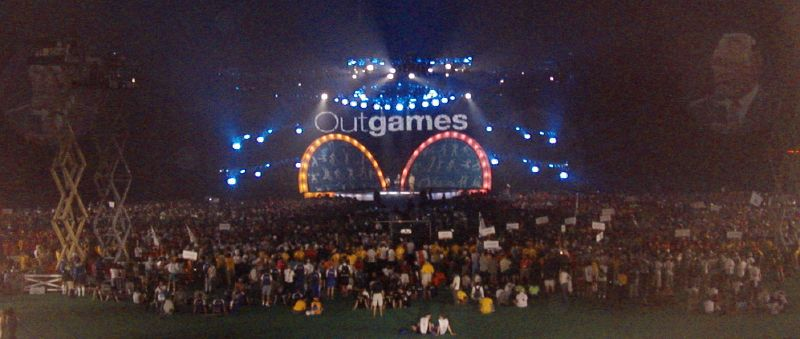
Eröffnung der Outgames in Montreal, 2006

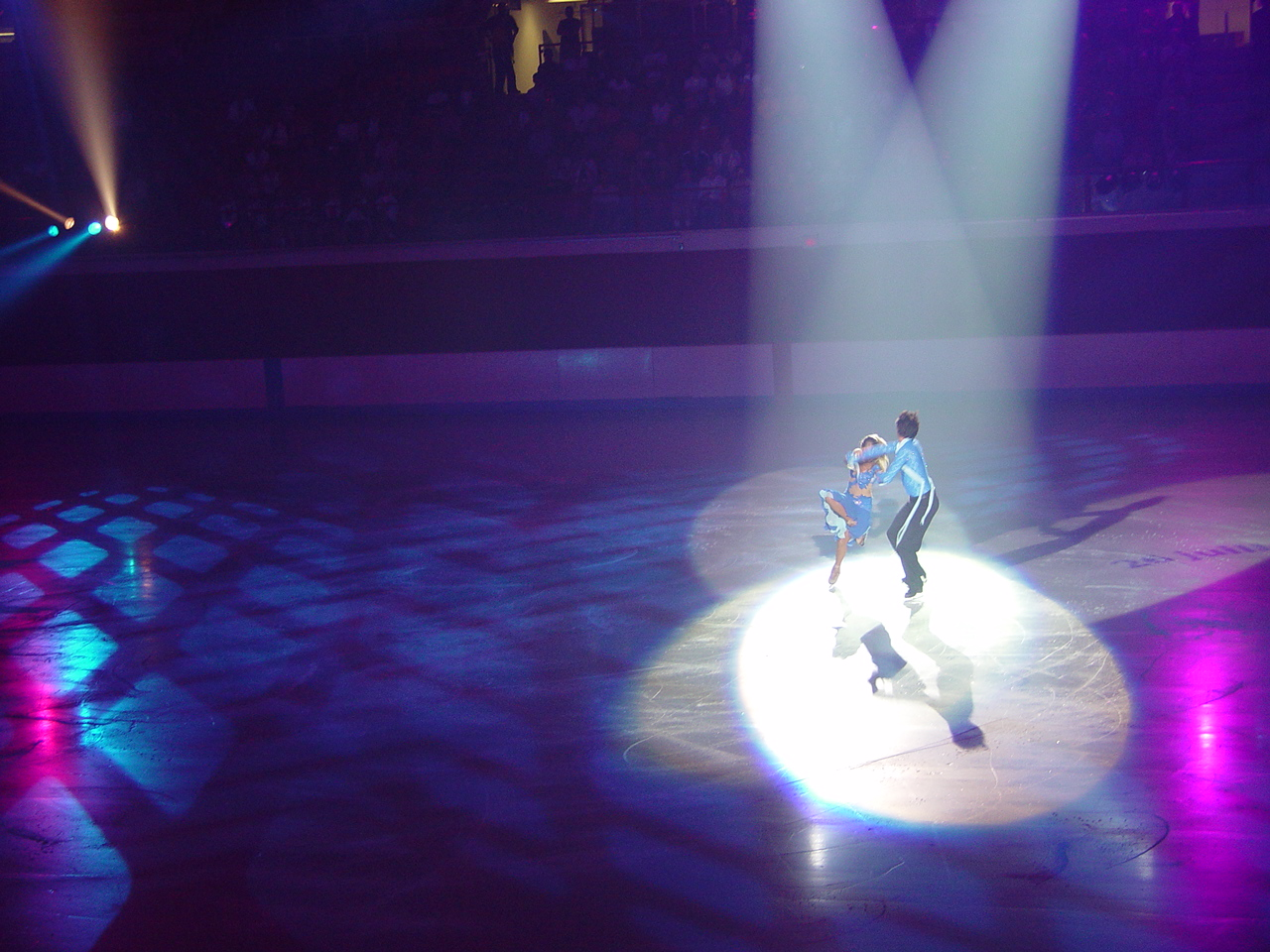
Trotz Sommer fand auch ein Bewerb im Eiskunstlauf statt.

Eigentlich sollte Montréal 2006 die VII. Gay Games ausrichten, doch weil sie sich mit der Gay-Games Organisation der Federation of Gay Games nicht einigen konnte, entzog diese im Jahr 2004 Montreal kurzfristig die Lizenz zur Ausrichtung und vergab die VII. Gay Games stattdessen nach Chicago. Da Montréal schon mitten in den Vorbereitungen steckte, beschlossen die Organisatoren, ein ganz neues Event ins Leben zu rufen und dieses zugleich mit einer politischen Botschaft zu koppeln. So entstanden die 1st World Outgames, die außer von der Stadt Montréal, der Provinz Québec, der Regierung Kanadas von zahlreichen Unternehmen und Medienhäusern gesponsert wurden.
Die Organisation, die Stadt Montréal sowie die Provinz Québec konnten über 10.000 Athleten aus über 100 Ländern begrüßen. Unmittelbar vor den Outgames hatte eine Konferenz zum Thema LGBT-Menschenrechte mit 1.500 Teilnehmern stattgefunden, und mehr als 5.000 Freiwillige halfen mit, die beiden gekoppelten Events zu organisieren. Dieses Sport-Event war seit den Olympischen Sommerspielen 1976 das größte internationale Sportfestival in der größten Stadt der Provinz Québec.
Finanziell waren die Outgames ein Desaster für die Veranstalter. 5,3 Millionen kanadische Dollar Verlust haben die Veranstalter angehäuft und anschließend Insolvenz angemeldet.

## 2. World Outgames
Die 2. World Outgames sollten in Berlin durchgeführt werden. Nachdem Berlin seine Bewerbung für 2009 nicht aufrechterhalten konnte, wurde am 2. September 2005 Kopenhagen als Austragungsort auserkoren. Die Veranstaltung fand vom 25. Juli bis zum 2. August 2009 statt.

## 3. World Outgames
Die dritten World Outgames fanden vom 31. Juli bis zum 11. August 2013 im belgischen Antwerpen statt.

## 4. World Outgames
Miami Beach erhielt 2013 den Zuschlag, die Outgames 2017 auszurichten. Genau einen Tag vor der offiziellen Eröffnung jedoch erhielten die auf ca. 3.000 – 4.000 aus aller Welt angereisten oder bereits in der Anreise befindlichen Teilnehmer eine E-Mail vom Veranstalter der Miami Outgames, dass die Veranstaltung aufgrund finanzieller Engpässe nicht durchgeführt und ein Großteil der Sport- und Kulturevents nicht stattfinden wird. Zahlreiche lokale Organisationen sowie die City of Miami Beach, selbst Sponsor der Outgames, sprangen daraufhin spontan ein und organisierten ad hoc Ersatzevents und kleinere Mini-Turniere, um die große Enttäuschung zumindest lindern zu können.